# 실버샤크
실버샤크(Balantiocheilus melanopterus)는 잉어목 잉어과에 속하는 물고기이다. 몸길이는 35cm로 잉어과의 물고기에선 큰편에 속하는 어류이다.

## 특징
실버샤크는 이름과 같게 상어다운 모습을 하고 있으며 날렵한 몸체에 상어처럼 우뚝 솟아있는 등지느러미를 가지고 있다. 샤크라는 이름이 붙는 동일한 잉어과인 블랙샤크나 레인보우샤크에 비해서 가장 깔끔한 체형을 가지고 있고 지느러미는 검은색의 엣지와 투명색이 함께 어우러져 더욱 매력적인 물고기이다.

## 먹이
먹이로는 새우와 같은 갑각류와 수서 곤충을 잡아먹으며 그외에 수초와 같은 초식성 먹이도 잘먹는 잡식성 어류이다.

## 서식지
실버샤크는 야생에선 주로 강의 중류나 하류가 주된 서식지이며 인도네시아를 포함한 동남아시아(수마트라, 보르네오, 자바)가 주요한 서식국가이다.

## 적정수온
적정수온은 24°에서 28°이며 강의 중층이나 상층에서 주로 유영하는 열대어이다.

## 관상어로서 주의사항
실버샤크는 관상어로서 키울 수 있는 어종이며 블랙샤크나 레인보우샤크에 비해선 상대적으로 온순한 물고기로 네온테트라, 카티널테트라, 구피와 같은 소형어와도 합사가 가능하며 시클리드와도 잘어울리는 어종이다. 단 실버샤크는 튀어오르는 습성이 있는 데다가 놀라면 점프해서 급사할 수 있는 어종이니 주의해야하며 수온에도 민감한만큼 수온관리도 잘해야 한다. 또한 실버샤크는 관상어로 키울려면 반드시 4자 이상의 어항이 필요하며 어항 덮개도 필수이고 키우는 환경이 맞지않으면 성격이 난폭해질 수도 있으니 조심해야 한다. 또한 소형어와 합사를 할 때에는 소형어를 먹이로 인식해 잡아먹을 수가 있으므로 가급적 같은 잉어과의 어류와 합사를 시키는 것이 좋으며 또한 실버샤크보다 더 큰 어종을 합사하면 그 어종이 실버샤크를 잡아먹는 수도 생기기 때문에 가급적 비슷한 크기의 어류나 순한 어종을 합사시키는 것이 좋다.